# Łapy (gemeente)
De gemeente Łapy is een stad- en landgemeente in het Poolse woiwodschap Podlachië, in powiat Białostocki.
De zetel van de gemeente is in Łapy.
Op 30 juni 2004 telde de gemeente 23 180 inwoners.

## Oppervlakte gegevens
In 2002 bedroeg de totale oppervlakte van gemeente Łapy 127,57 km², waarvan:
- agrarisch gebied: 61%
- bossen: 14%

De gemeente beslaat 4,27% van de totale oppervlakte van de powiat.

## Demografie
Stand op 30 juni 2004:
| Omschrijving                   | Totaal | Totaal | Vrouwen | Vrouwen | Mannen | Mannen |
| ------------------------------ | ------ | ------ | ------- | ------- | ------ | ------ |
| eenheid                        | aantal | %      | aantal  | %       | aantal | %      |
| inwoners                       | 23 180 | 100    | 11 857  | 51,2    | 11 323 | 48,8   |
| bevolkingsdichtheid (inw./km²) | 181,7  | 181,7  | 92,9    | 92,9    | 88,8   | 88,8   |

In 2002 bedroeg het gemiddelde inkomen per inwoner 1306,23 zł.

## Administratieve plaatsen (sołectwo)
Bokiny, Daniłowo Duże, Daniłowo Małe, Gąsówka-Oleksin, Gąsówka-Osse, Gąsówka-Skwarki, Gąsówka-Somachy, Łapy-Dębowina, Łapy-Kołpaki, Łapy-Korczaki, Łapy-Łynki, Łapy-Pluśniaki, Łapy-Szołajdy, Nowa Łupianka, Płonka Kościelna, Płonka-Kozły, Płonka-Matyski, Płonka-Strumianka, Roszki-Włodki, Roszki-Wodźki, Stara Gąsówka, Stara Łupianka, Uhowo (sołectwa: Uhowo Pierwsze en Uhowo Drugie), Wólka Waniewska.

## Aangrenzende gemeenten
Powiat Białostocki:
Choroszcz, Poświętne, Suraż, Turośń Kościelna
Powiat wysokomazowiecki:
Sokoły